# Vela en los Juegos Suramericanos de 2014: Láser Estándar Varones
La competencia de Vela Láser Estándar Varones en Santiago 2014 se llevó a cabo entre los días 12 y 17 de marzo de 2014 en el Club de Yates Higuerillas de Concón. Participaron 12 veleristas.

## Resultados
| #                 | Velerista              | Regata 1 | Regata 2 | Regata 3 | Regata 4 | Regata 5 | Regata 6 | Regata 7 | Regata 8 | Regata 9 | Regata 10 | Regata 11 | Total |
| ----------------- | ---------------------- | -------- | -------- | -------- | -------- | -------- | -------- | -------- | -------- | -------- | --------- | --------- | ----- |
| Medalla de oro    | Julio Alsogaray        | 2        | 1        | 5        | 1        | 1        | 1        | 1        | 2        | 1        | 1         | C         | 11    |
| Medalla de plata  | Matheus Livramento     | 3        | 3        | 2        | 3        | 2        | 3        | 2        | 5        | 3        | 2         | C         | 23    |
| Medalla de bronce | Matías del Solar       | 1        | 10       | 4        | 2        | 4        | 5        | 6        | 1        | 2        | 4         | C         | 29    |
| 4                 | Juan Pablo Bisio       | 4        | 2        | 3        | 5        | 6        | 4        | 3        | 3        | 5        | 3         | C         | 32    |
| 5                 | Stefano Pescheira      | 5        | 6        | 1        | 4        | 5        | 2        | 4        | 7        | 4        | 9         | C         | 38    |
| 6                 | Andrey Quintero        | 6        | 8        | 8        | 7        | 3        | 7        | 7        | 4        | 6        | 5         | C         | 53    |
| 7                 | Ignacio Moraga         | 8        | 7        | 6        | 6        | 8        | 11       | 9        | 10       | 8        | 6         | C         | 68    |
| 8                 | José Vicente Gutiérrez | 11       | 4        | 7        | 10       | 11       | 9        | 10       | 6        | 7        | 8         | C         | 72    |
| 9                 | Marx Chirinos          | 7        | 11       | 9        | 8        | 7        | 10       | 8        | 9        | 9        | 7         | C         | 74    |
| 10                | Richard Jones          | 10       | 9        | 10       | 11       | 9        | 6        | 5        | 8        | 11       | 11        | C         | 79    |
| 11                | Federico Yandian       | 9        | 5        | 12       | 9        | 10       | 8        | 11       | 11       | 10       | 10        | C         | 83    |
| 12                | Federico Cabello       | 12       | 12       | 11       | 12       | 12       | 12       | 12       | 12       | 12       | 12        | C         | 107   |

C: Regata Cancelada